# راؤول ألونسو دي ماركو
راؤول ألونسو دي ماركو (بالإسبانية: Raúl Alonso de Marco)‏ هو قاضي ومحامي ورجل قضاء أوروغواياني، ولد في 8 مارس 1934 في مونتفيدو في الأوروغواي، وتوفي في 26 فبراير 2007.